# 克里斯·伍德 (運動員)
克里斯·伍德（Christopher James Wood，1987年11月26日—）是英國的一位職業高爾夫運動員。他現在參加PGA歐洲巡迴賽的賽事。2009年，他曾在英國公開賽上獲得並列第三位。2013年，他獲得卡塔爾大師賽的冠軍，這是他首個歐巡賽冠軍。

## 外部連結
- 官方网站